# Estadio Stelios Kyriakides
El Estadio Stelios Kyriakides anteriormente estadio Pafiako (en griego: Παφιακό Στάδιο), es un estadio multiusos situado en la ciudad de Paphos, Chipre, y cuenta con capacidad para 10 000 personas. También cuenta con una pista de carreras alrededor del terreno de juego, y se utiliza para eventos de atletismo, durante todo el año. Es el estadio local del club AEP Paphos.
Fue el estadio que utilizaron tanto el APOP y Evagoras como locales, aunque fue usado por APOP Kinyras Peyias FC, cuando estos clubes estuvieron en la Primera división, en 2005/06. El estadio GSK, estadio Club Gimnástico Korivos, fue el estadio que como locales usaron entonces tanto APOP como Evagoras antes de que el estadio Pafiako fuera construido. En 1992, el Campeonato Europeo de fútbol Sub-16 de la UEFA se celebró en Chipre y tres partidos del torneo se jugaron en este estadio. Además, varios conciertos de música han tenido lugar allí.
El estadio también se ha convertido en el campo oficial del equipo nacional de rugby de Chipre, habiendo jugado y ganado sus tres partidos allí. El primer partido del Campeonato Europeo 3D, entre Chipre y Azerbaiyán, fue jugado en este estadio. También fue sede de la fase final del Sevens Europeo de rugby, en un torneo de dos días.